# Marimba (Angola)
Marimba ist eine Kleinstadt und ein Landkreis in Angola. Der Kreis grenzt im Norden an die Demokratische Republik Kongo.

## Verwaltung
Marimba ist Sitz eines gleichnamigen Landkreises (Município) in der Provinz Malanje, mit einer Fläche von 5940 km². Der Kreis hat 30.086 Einwohner (Schätzung 2014), von denen etwa 21.000 in den Gemeinden Dala Samba und Tembo Aluma leben.
Folgende Gemeinden (Comunas) liegen im Kreis Marimba:
- Dala Samba (früher Cabombo)
- Marimba
- Tembo Aluma

## Bildung
Im Kreis Marimba unterrichten 131 Lehrkräfte 6200 Schüler der ersten bis zehnten Klasse in 71 Schulräumen. Es besteht ein Lehrermangel. So konnte die Kreisverwaltung 60 Lehrerstellen nicht besetzen. Als Hauptgrund werden die schlechten Straßenverhältnisse genannt, die Lehrern den Besuch der Schulen in den ländlichen Gebieten des Kreises erschweren, und diese sich daher nicht um die entsprechenden Stellen bewerben. Zudem besteht ein Mangel an Lehrräumen, der mit 40 fehlenden Klassenzimmern beziffert wird. (Stand: September 2013)

## Wirtschaft
Der Kreis ist stark landwirtschaftlich geprägt. Hauptanbauprodukte der überwiegend kleinbäuerlich betriebenen Landwirtschaft sind Maniok, Erdnuss, Süßkartoffel und Sesam. Zudem betreiben die Bewohner Fischfang und waschen im Fluss Cuango Diamanten aus dem Geröll.
Im Zuge der staatlichen Programme zur Hungerbekämpfung und Armutsreduzierung hat die Kreisverwaltung die Erweiterung der Gemeinschaftsküchen, die Einrichtung von ländlichen Märkten für landwirtschaftliche Produkte, die Anschaffung von Schreiner- und Zimmererausrüstungen, und die Förderung landwirtschaftlicher Produktionsgemeinschaften angekündigt. Auch die Verbesserung der Müllentsorgung und der Bau eines Verwaltungsgebäudes in der Gemeinde Tembo Aluma sollen im Kreis für weitere positive Impulse sorgen.